# Рибатежу
Рибате́жу (порт. Ribatejo) — историческая провинция Португалии, центр — город Сантарен. На 1972 год площадь составляла 6,7 тысяч км², население — 423 тысяч человек. Главный город — Сантарен. Всю провинцию пересекает река Те́жу (порт. Tejo), а само название Рибатежу переводится как «берег Тежу». Река Тежу ежегодно разливается, затапливая близлежащие земли.
Провинция славится разведением лошадей и быков для торады — португальского варианта корриды. Бой быков проводится каждое воскресенье. В конце мая — начале июля в провинции проводится множество ярмарок.
Одним из центров провинции являлся город Томар.